# روبن إليس
روبن إليس (بالإنجليزية: Robin Ellis)‏ هو ممثل بريطاني، ولد في 8 يناير 1942 في المملكة المتحدة.

## وصلات خارجية
- روبن إليس على موقع IMDb (الإنجليزية)
- روبن إليس على موقع ميوزك برينز (الإنجليزية)
- روبن إليس على موقع قاعدة بيانات الفيلم (الإنجليزية)